# Masyaf
Maṣyāf o Maṣyād (in arabo ﻣﺼﻴﺎﻑ‎? o ﻣﺼﻴﺎﺩ) è una città siriana del governatorato di Hama, capoluogo dell'omonimo distretto e dell'omonimo sottodistretto. La città è nota per la fortezza ismailita che la sovrasta, antica sede della Setta degli assassini.

## Geografia fisica
Maṣyāf è situato ai piedi delle pendici orientali della catena montuosa di Jabal Anṣāriyya. L'altitudine media di Maṣyāf è di 485 metri. È appena ad ovest della pianura di al-Ghab: a nord scorre un affluente del fiume Oronte.
La città di Hama si trova a 45 chilometri a est e Baniyas a 54 chilometri a ovest. Hama è collegata alla città tramite una strada a nord di Maṣyāf che attraversa al-Laqba e Deir Shamil.
Stando alla classificazione dei climi di Köppen, il clima è mediterraneo (CSA). In inverno la piovosità è decisamente maggiore rispetto alla stagione calda e il valore medio delle precipitazioni in 12 mesi è di 1.049 mm. La temperatura media annuale che si registra è di 17.6 °C.

## Storia
Posta alle pendici orientali del Jabal Anṣāriyya, Maṣyāf fu occupata dagli ismailiti nella tarda primavera del 1141, sottraendola a un signorotto siriano di Shayzar.
La rilevanza del movimento ismailita siriano dipese dal fatto che esso partecipò a volte al fianco dei crociati, contrastando decisamente l'azione di alcuni esponenti musulmani e, in modo particolare, quella di Norandino. L'appartenere a una fazione, considerata eretica dai sunniti, cui apparteneva ad esempio Norandino, comportava il fatto che, per pura necessità di sopravvivenza, gli ismailiti considerassero veri nemici i sunniti, ovunque essi fossero.
Gli ismailiti non mancarono infatti di perpetrare numerosi omicidi di importanti personalità di governo sunnite selgiuchidi (che tentarono di avviare delle iniziative belliche volte a reprimerli, senza successo), buridi o, appunto, zengidi. Lo stesso Saladino dovette piegarsi a una sorta di armistizio con costoro allorché, svegliandosi una mattina nella sua tenda da campo, mentre era occupato nel 1176 in una campagna militare con il suo esercito proprio contro gli ismailiti, malgrado l'attenta sorveglianza delle sue guardie, trovò un eloquente, quanto inquietante, biglietto redatto da un attentatore ismailita, che s'era intrufolato nella tenda del Sultano ayyubide: rinunciò dunque alla presa di Maṣyāf. Con questo gesto il redattore dimostrava al di là di ogni dubbio a Saladino come sarebbe stato facile per lui ucciderlo nel sonno. Saladino comprese l'evidente contenuto del messaggio, attenuando decisamente la sua dura politica anti-ismailita fino ad allora perseguita.
Il più importante capo degli ismailiti siriani fu Rāshid al-Dīn Sinān (ibn Salmān al-Baṣrī), inviato nel 1162 in Siria da Ḥasan-i Ṣabbāḥ, capo supremo degli ismailiti, che viveva nella fortezza iranica di Alamūt. Fu lui a guadagnarsi l'appellativo, attribuitogli dai cristiani crociati, di "Vecchio della Montagna".
Fino al 1193, anno della sua morte, Rāshid al-Dīn Sinān fu un protagonista assoluto della scena, condizionandone tutti gli eventi.
Nel 1260, la fortezza fu occupata dai Mongoli che tuttavia, al contrario di quella di Alamūt, non fu rasa al suolo: gli effetti furono di fatto meno dirompenti di quanto accadde nelle terre dell'attuale Iran. Più tardi, fu sgomberata in seguito alla vittoria a ʿAyn Jālūt dai Mamelucchi del Sultano Sayf al-Din Qutuz e di Baybars.
Dopo la presa di potere da parte di quest'ultimo, i Gran Maestri di Maṣyāf furono assoggettati a tributo dai Mamelucchi, fino alla definitiva annessione della fortezza da parte di questi ultimi nel 1270. 
Ciò non comportò peraltro la decadenza del luogo e della comunità ismailita che vi viveva: anzi, seguitò a prosperare, entrando a far parte delle spettanze del governatorato di Ḥimṣ.
Nel XIX secolo, i Nosayri sterminarono alcune centinaia di ismailiti e il loro amīr (capo, comandante), riducendo a pochissime centinaia il numero degli ismailiti che vi seguitarono a vivere, grazie all'intervento delle autorità militari ottomane di Siria.
Nel corso della guerra civile siriana la città (in cui gli abitanti ismailiti erano considerati decisamente filo-nasseriani) è stata la sede di un centro di ricerca militare ritenuto legato al programma di armi chimiche siriano e pertanto bersagliato a più riprese da caccia israeliani.

## Galleria d'immagini

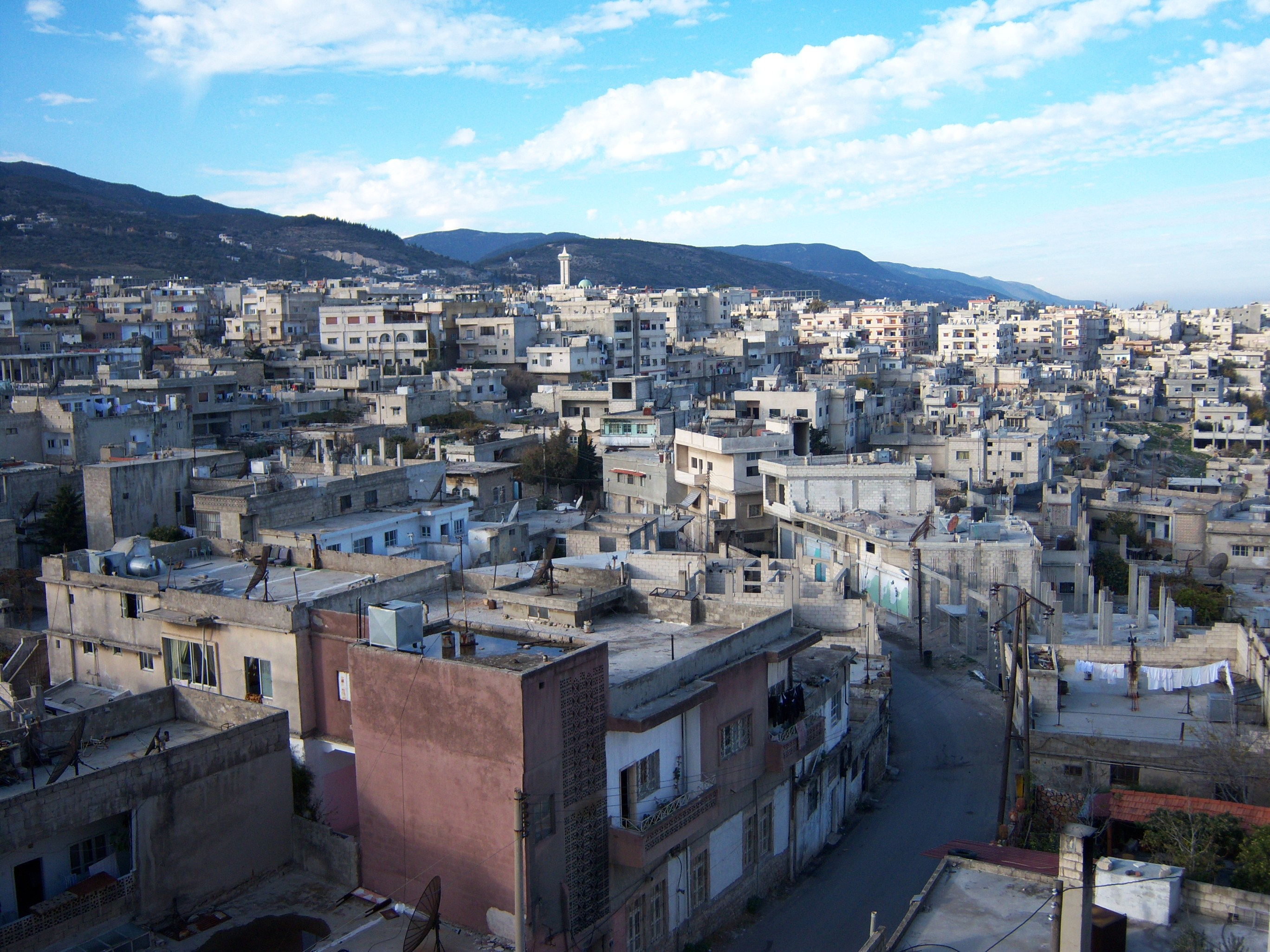
Veduta della città moderna
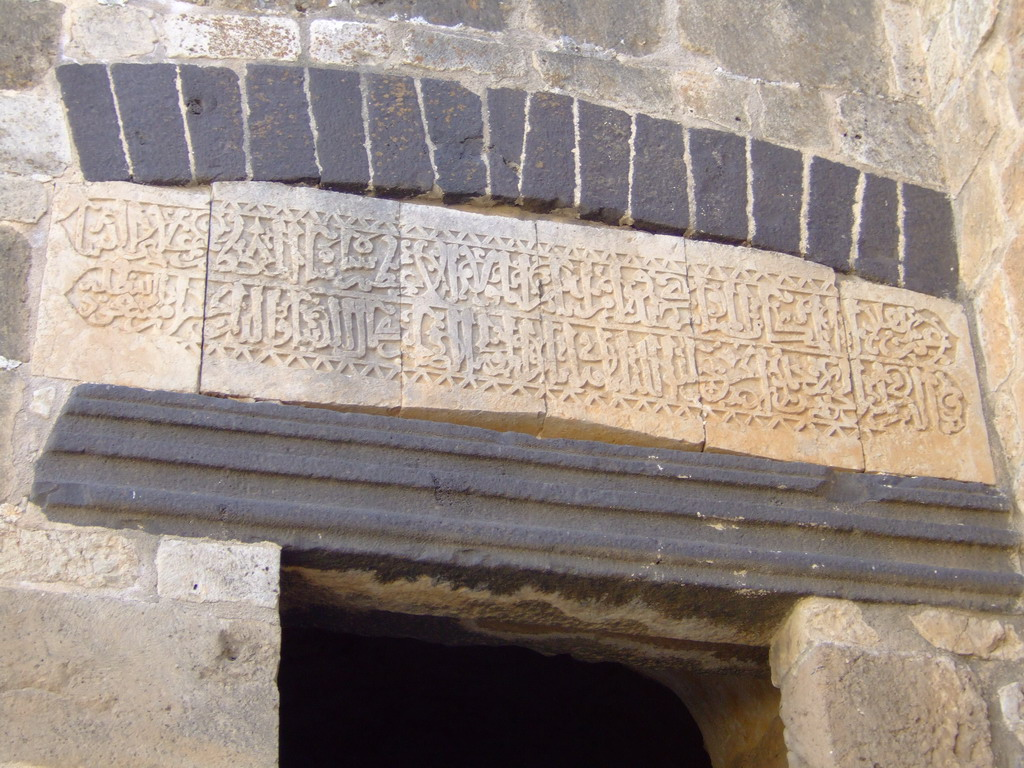
Iscrizione
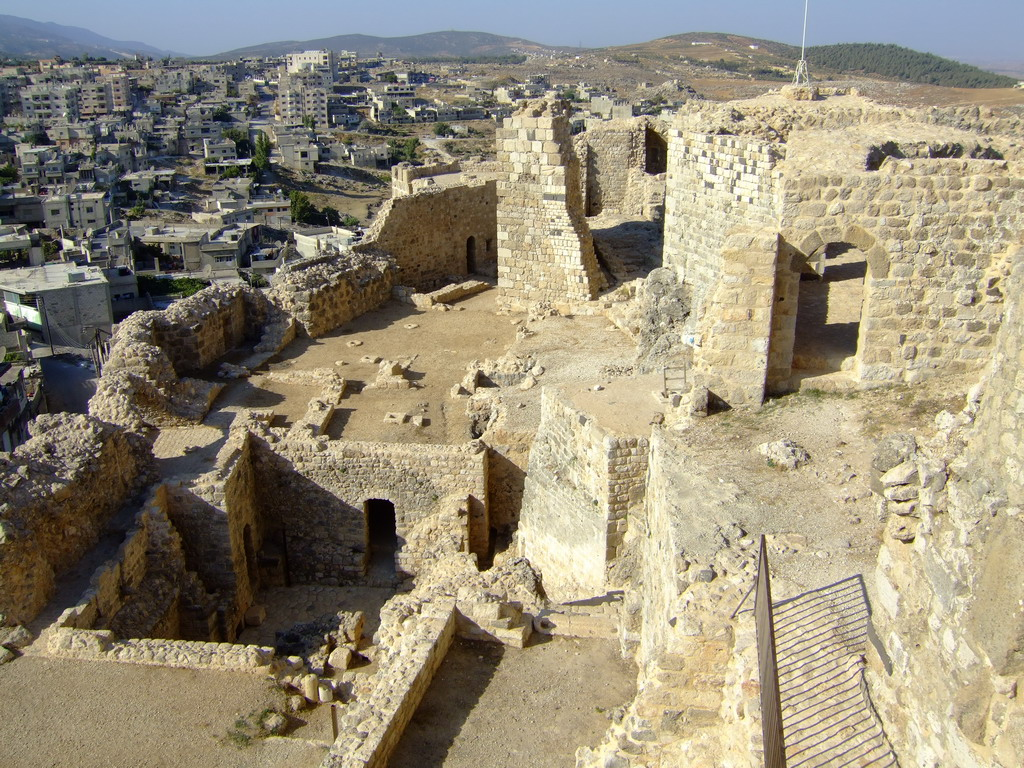
Vista dall'alto
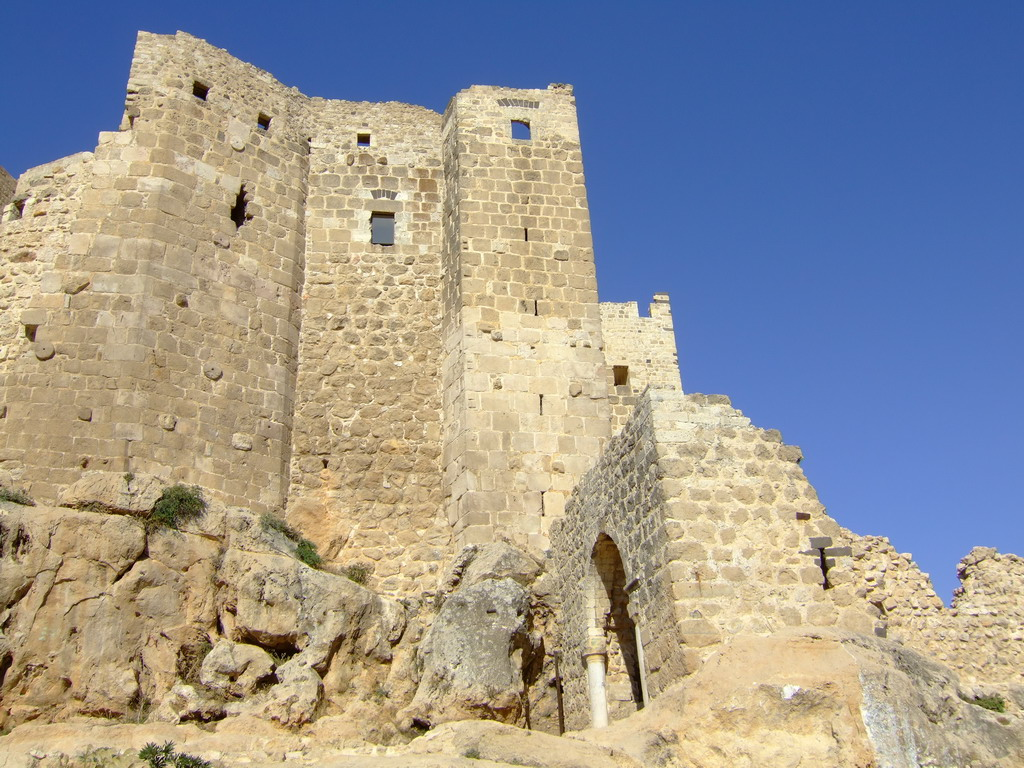
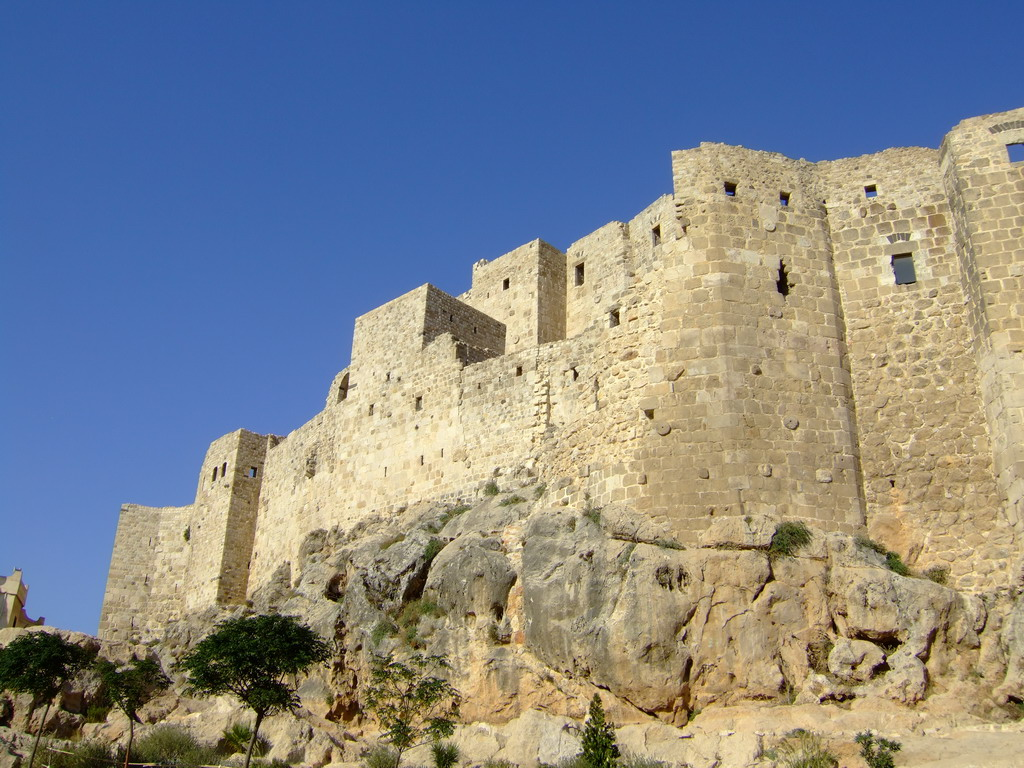
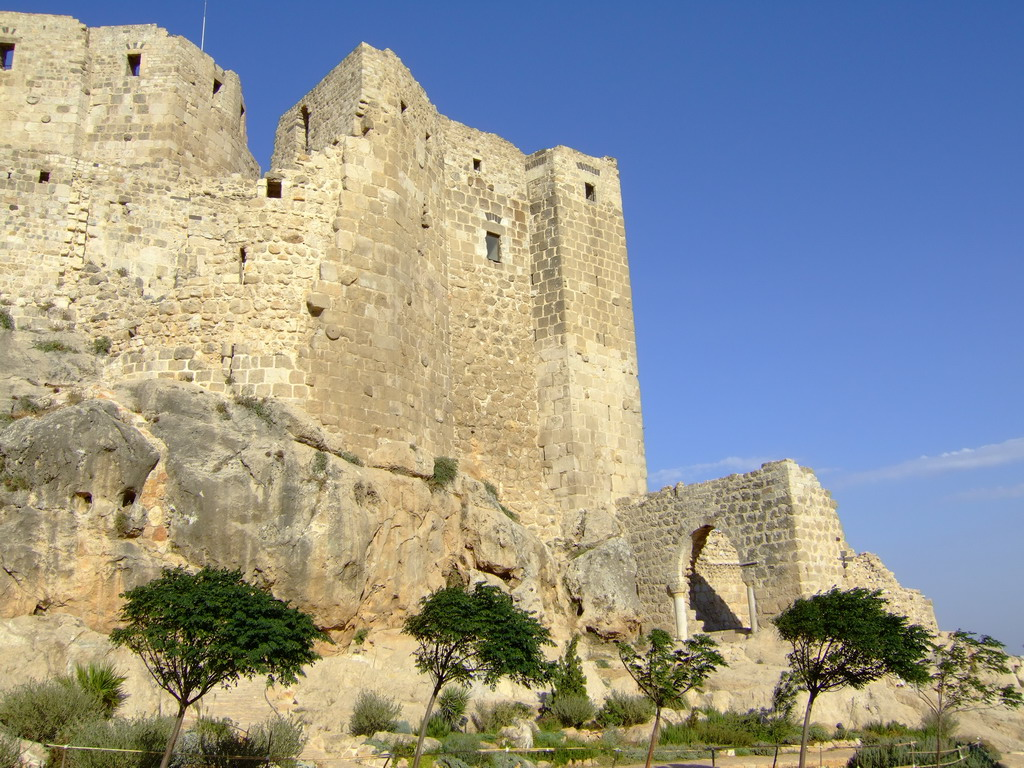
Varie prospettive visive della fortezza

## Curiosità
La città è divenuta nota nella cultura di massa per essere citata nel libro Alamut e per essere soprattutto scenario del videogame Assassin's Creed e presente in Assassin's Creed: Revelations.